# Verbascum torculifragum
Verbascum torculifragum är en flenörtsväxtart som beskrevs av Svante Samuel Murbeck. Verbascum torculifragum ingår i släktet kungsljus, och familjen flenörtsväxter. Inga underarter finns listade i Catalogue of Life.